# Papan bunga

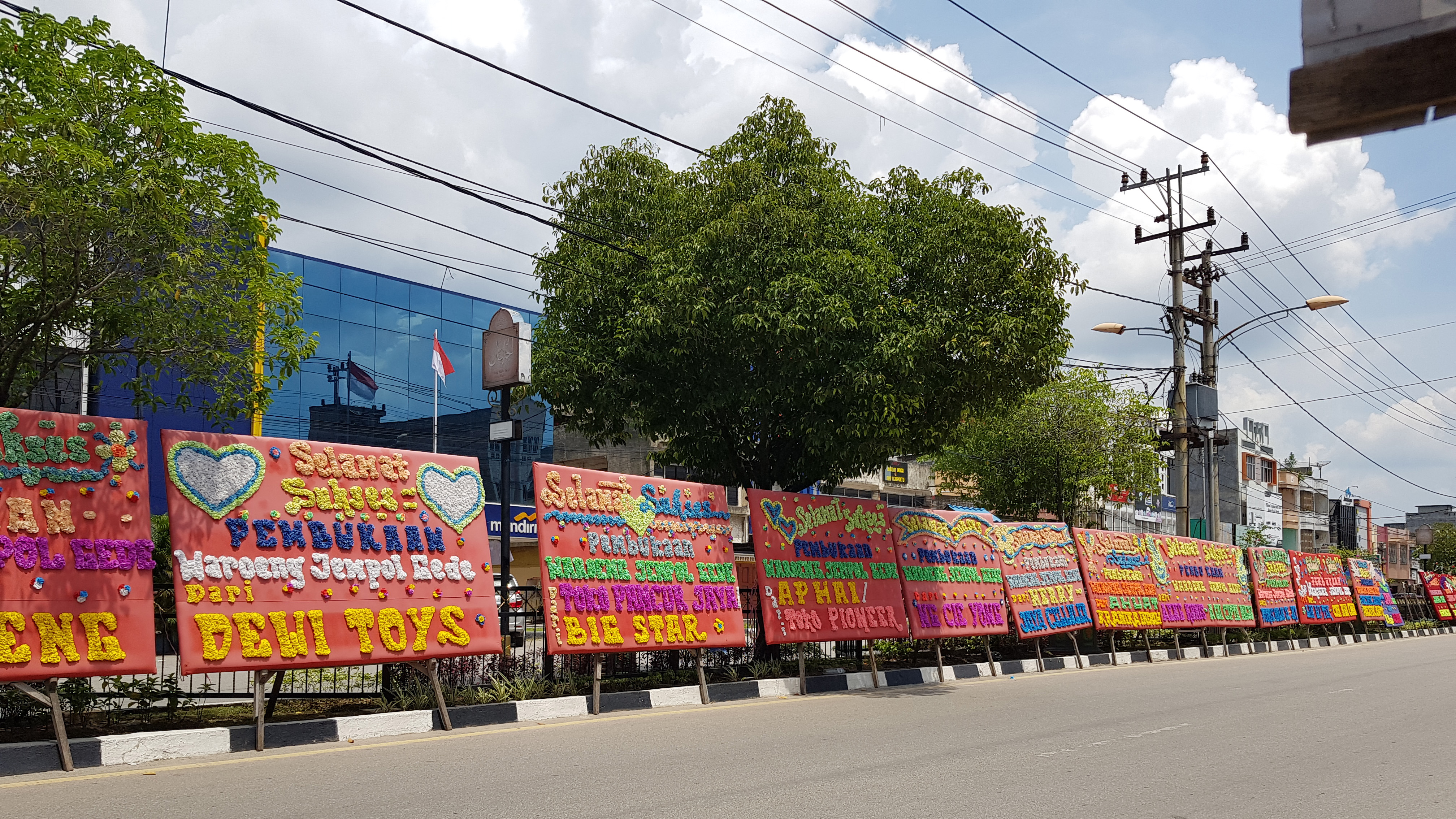
Papan Bunga entlang einer Straße in Dumai, Indonesien

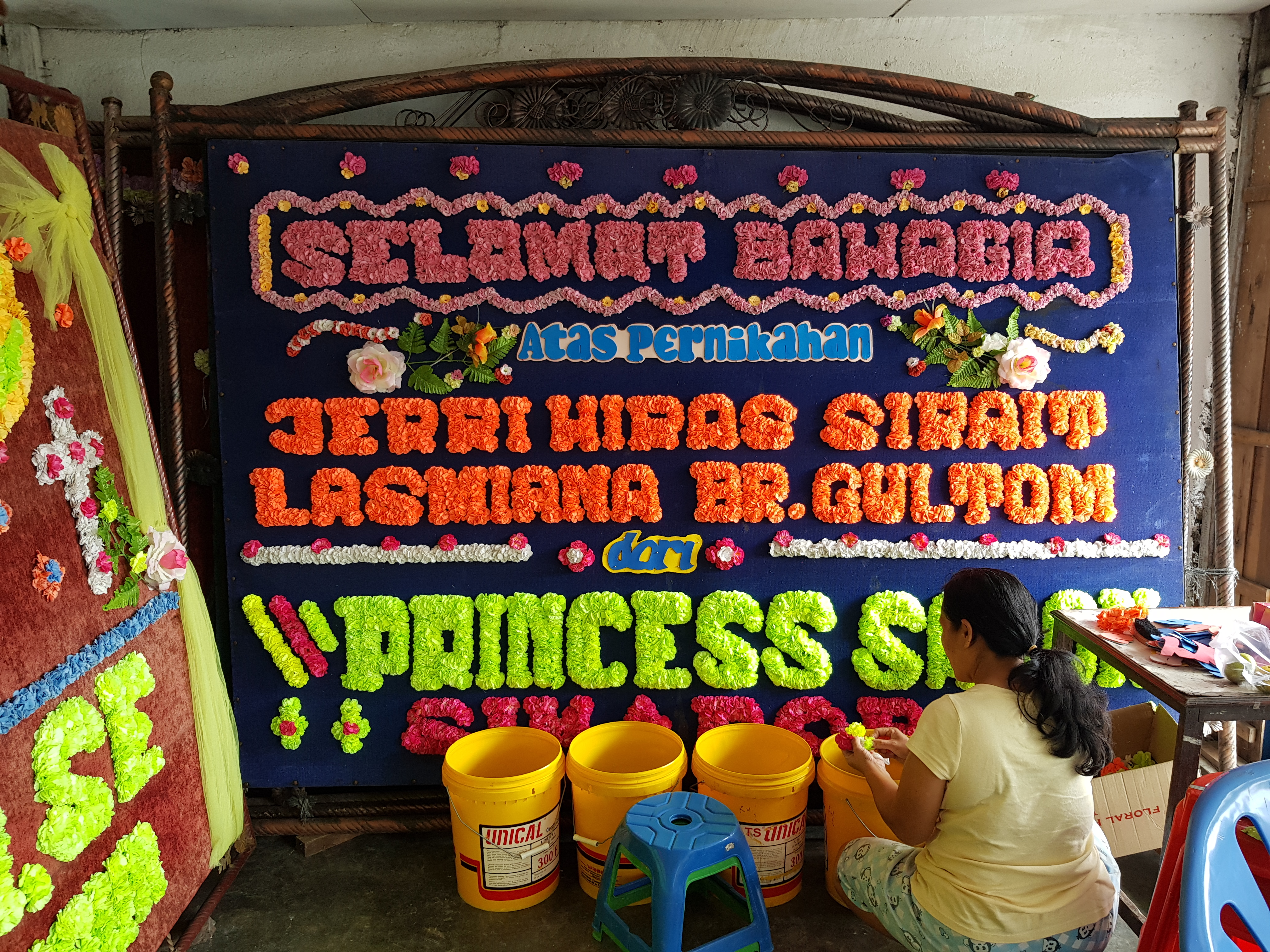
Herstellung eines Papan Bunga in einem speziellen Blumenladen in Parapat, Indonesien

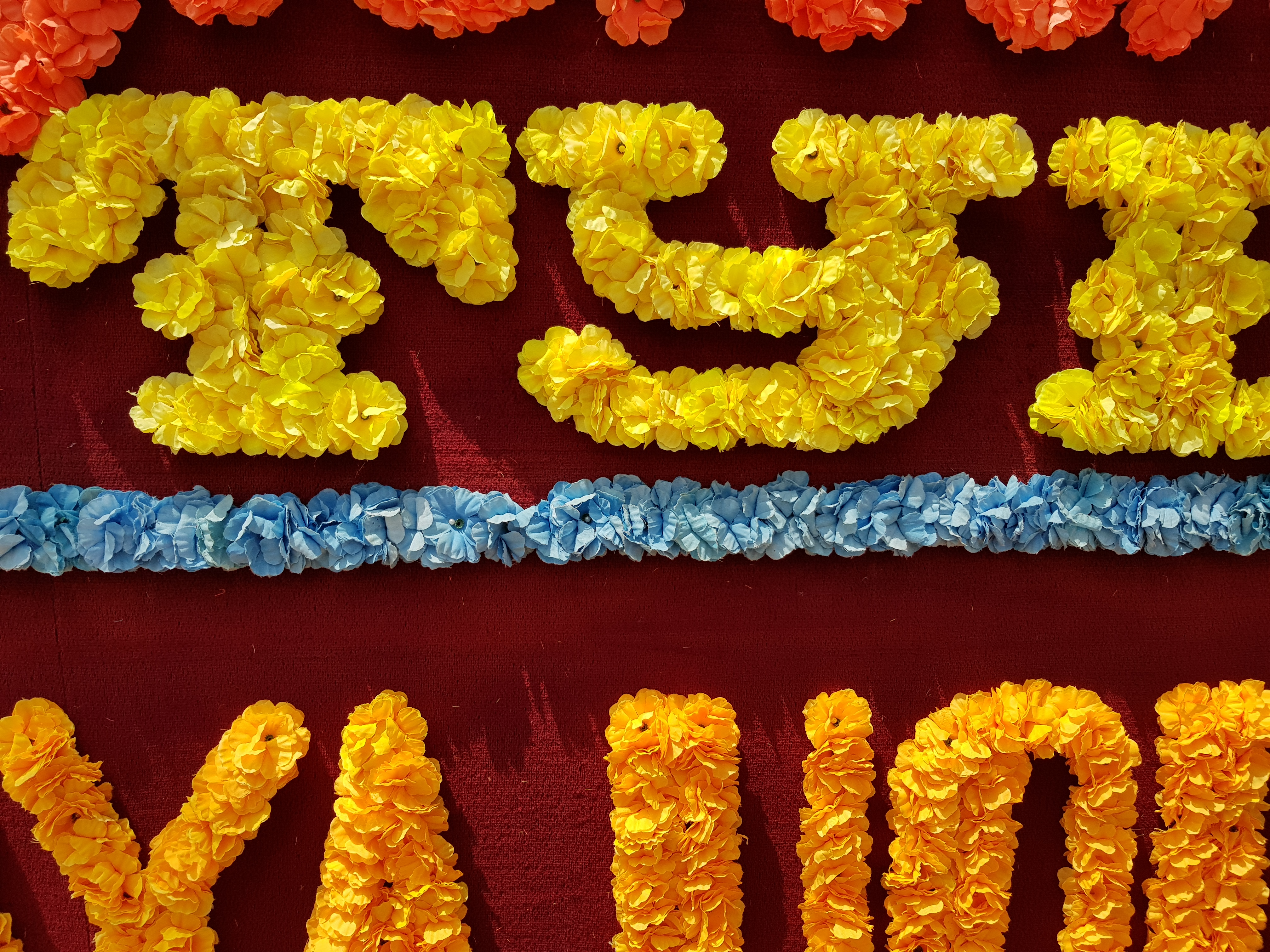
Detail eines Papan Bunga auf der Insel Batam, Indonesien

Papan bunga (indonesisch für Blumenwand; „Papan“ für „Wand“, „Bunga“ für „Blumen“) sind Stellwände, mit denen in Indonesien zu Hochzeiten, Geburten und anderen feierlichen Anlässen gratuliert sowie zu Beerdigungen kondoliert wird. Die entsprechenden Botschaften werden hierbei mit Plastikblüten aufgesteckt. Die bunt gestalteten Tafeln werden vor den jeweiligen Wohnhäusern aufgestellt, häufig sind sie aber auch entlang viel befahrener Straßen temporär zu Gruppen aufgereiht.

## Konzeption und Konstruktion
Papan Bunga sind meist zirka 2 Meter mal 1,5 Meter groß. Es kommen aber auch doppelte, zusammengesetzte Stellwände vor.
Die Botschaften sind stark formalisiert: Meist findet sich oben der Glückwunsch, etwa „Selamat Sukses“. Dann folgen die Namen der entsprechenden Personen sowie gegebenenfalls die Ortschaften ihrer Herkunft. Die Stellwände werden gestiftet, etwa von Bekannten oder vom Arbeitgeber. Deren Namen oder das Firmenlogo kann unten wiedergegeben sein. Das Schriftbild ergänzend werden einfache Symbole und Zierelemente aus Blüten gesteckt, beziehungsweise aus anderen Materialien wie Styropor hinzugefügt.
Papan Bunga werden von speziellen Floristen gefertigt. Die Wände bestehen aus rechteckigen Holz- oder Eisenrahmen. Auf diesen wird eine Art Teppich aufgespannt, hinter dem sich eine Schicht aus Schaumstoff befindet. Die Blüten, meist aus Plastik, werden mit Stecknadeln befestigt.
Die fertigen Blumenwände werden zu ihrem Präsentationsort transportiert und auf Staffeleien ausgestellt. Nach einiger Zeit werden sie wieder entfernt. Das Material wird wiederverwendet und zu neuen Inhalten umgesteckt.